# 韩恩厚
韩恩厚（1961年8月—），山西河曲人，中华人民共和国材料学专家、中国工程院院士，主要研究方向为金属材料腐蚀。

## 生平
韩恩厚1978年至1990年于东北工学院（现东北大学）机械系先后获得学士、硕士以及博士学位，1991年开始在中国科学院金属腐蚀与防护研究所（现中国科学院金属研究所）作博士后，随后于1995年在美国麻省理工学院尤里格腐蚀实验室任研究员。他1998年返回中科院金属腐蚀与防护研究所任副所长；2007年10月任中国科学院沈阳分院副院长，2014年6月任院长。2017年，当选为亚太材料科学院院长。
2020年，韩恩厚在广州创办广东腐蚀科学与技术创新研究院，任院长兼总工程师。2023年，获华南理工大学聘为长聘二级教授。同年11月，当选中国工程院化工、冶金与材料工程学部院士。
韩恩平是第十三届全国人民代表大会辽宁地区代表。